# Guillaume Sire
Guillaume Sire, né le 27 juin 1985 à Toulouse, est un écrivain français.

## Biographie
Fils d’une conservatrice du patrimoine et d'un universitaire, Guillaume Sire a grandi dans le cœur historique de Toulouse et dans les Corbières, puis a vécu à Montréal, Milan et Paris.
Après une scolarité au lycée Pierre de Fermat, il gagne le concours de poésie des Jeux floraux en 2006,. Il publie ensuite son premier roman, Les confessions d'un funambule, en 2007 aux éditions de la Table Ronde. Son éditeur, Denis Tillinac, lui conseille alors de s’orienter vers l’université pour avoir le temps d’écrire.
Guillaume Sire, qui considère le professeur George Steiner comme son « maître », a ensuite publié des romans et des nouvelles aux éditions Plon (2016), L’Observatoire (2018) et Calmann-Lévy (2020, 2021, 2024). Il a également publié de la poésie chez Fata Morgana : Conversion d’un minotaure (2024), et deux essais aux éditions Ovadia : Le diable est une méthode (2019) et La meilleure part du temps (2021).
En 2012, Guillaume Sire se convertit au catholicisme ; il quitte Paris en 2017 pour retourner vivre à Toulouse.
Depuis 2017, Guillaume Sire publie régulièrement sur son blog, et dans plusieurs revues : Décapage, La Revue des Deux Mondes, Zone Critique, Hermès.

## Carrière littéraire
En 2007, Guillaume Sire publie son premier roman, Les Confessions d’un funambule. Pour l'écrivain Éric Neuhoff dans Le Figaro Madame : « Guillaume Sire a plusieurs cordes à son arc, un lyrisme très Grand Meaulnes, des dialogues qui claquent des talons, une imagination qui le sort du lot ».
Son roman Où la lumière s'effondre, « polar philosophique racontant une tentative de destruction d'Internet par un de ses créateurs » est publié en 2016.
Pour Réelle, roman publié en 2018 et inspiré de la première émission de Loft Story, l’écrivain Christian Authier écrit : Guillaume Sire « se singularise notamment par sa faculté à ne pas se répéter, à changer de motifs et d’univers ».
En 2020 est publié Avant la longue flamme rouge qui raconte l'histoire d'un enfant pendant la guerre civile Cambodge,. Le roman est tiré de l'histoire vraie de Saravuth Inn, qui a également inspiré le film Odysseus' Gambit du réalisateur Alex Lora Cercos.
Le roman Les Contreforts, publié en 2021,, raconte l'histoire d'une famille et d'un château fort en ruines dans Les Corbières.
Les grandes patries étranges publié en 2024, est « une histoire d’amour entre deux êtres totalement dissemblables, qui court tout au long de la première moitié du XXe siècle », et se situe en partie à Toulouse, sa ville natale. Selon l'écrivain franco-vénézuélien Miguel Bonnefoy, Les Grandes Patries Étranges est « un roman délicieux, extraordinaire, poétique et sensuel. C'est à mes yeux vraiment un livre presque parfait ». Selon l'écrivain sénégalais Mohamed Mbougar Sarr , il est un « roman d’aventures spirituelles ».

## Parcours universitaire
Après des études à HEC Montréal et à l'université Bocconi de Milan, et l'obtention d'un master à l'Université Paris-Dauphine, Guillaume Sire soutient un doctorat en sciences de l'information et de la communication à l'Université de Paris-II Panthéon-Assas, en 2013, sous la direction du professeur Nathalie Sonnac.
En 2014, il obtient un poste de maître de conférences à l'Institut Français de Presse puis travaille à l'Université Toulouse Capitole à partir de 2017, et clôt son parcours universitaire par l'obtention d'une habilitation à diriger des recherches en 2021.

## Œuvre

### Romans
- Les Confessions d’un funambule, Paris, Éditions de la Table Ronde, 2007, 256 p.
- Où la lumière s'effondre, Paris, Plon, 2016, 240 p. (Pocket 2018).
- Réelle, Paris, Éditions de l'Observatoire, 2018, 320 p.
- Avant la longue flamme rouge, Calmann-Lévy, 2020, 336 p.
- Les Contreforts, Calmann-Lévy, 2021, 350 p.
- Les grandes patries étranges, Calmann-Lévy, 2024, 360 p.

### Poésie
- Conversion du Minotaure, Fata Morgana, septembre 2024.

### Nouvelles
- Douze sales gueules, Calmann-Lévy, avril 2020.
- Sycomore, Zone Critique, coll. "Vrilles", janvier 2025.

### Essais
- La meilleure part du temps, Nice, Ovadia, coll. « Les carrefours de l'être », 2022, 172 p.
- Dernier refuge, Paris, Presses des Mines, coll. « Sciences sociales », 2022, 140 p.
- Le diable est une méthode : Petit traité d’éthique à l’encontre des Pharisiens, Paris, Ovadia, coll. « Les carrefours de l'être », 2019, 140 p. (ISBN 978-2-3639-2325-7, présentation en ligne)
- Les moteurs de recherche, Paris, La Découverte, 2016, 128 p. (ISBN 9782707184955)

## Prix et distinctions
- 2020 : Prix Orange du Livre pour Avant la longue flamme rouge (Calmann-Lévy)
- 2020 : Prix du Roman Historique des Rendez-vous de l'Histoire de Blois pour Avant la longue flamme rouge (Calmann-Lévy)[réf. nécessaire]
- 2006 : Violette d'argent des Jeux Floraux pour Les Nymphéas[réf. nécessaire]
- 2005 : prix des Jeux Floraux catégorie Jeunes poètes pour L'amour est une impression[réf. nécessaire]